# Rinus Schaap
Marinus „Rinus“ Schaap (22. února 1922 – 5. června 2006) byl nizozemský fotbalista. V letech 1948 až 1956 odehrál třináct zápasů za nizozemskou fotbalovou reprezentaci. Byl součástí nizozemského týmu na Letních olympijských hrách 1948, ale nenastoupil do žádného zápasu.